# Реографія
Реографія (грец. ῥέος, латиніз. rheos, дос. «течія, потік» + kardia серце + grapho писати, зображати) — метод дослідження живих систем за допомогою вимірювання електричної провідності цієї системи для постійного чи змінного струму. Інша назва методу імпедансна плетизмографія[джерело?]. Навіть незначні зміни опору можуть бути зареєстровані сучасними приладами — реографами.
Запис зміни опору досліджуваної системи у часі називається реограмою.

## Застосування
У медичній практиці розроблені методики реєстрації реограм органів людського тіла: серця (імпедансна кардіографія, реокардіограма), мозку (реоенцефалограма), магістральних судин, печінки, легень, кінцівок та ін.
Реограма дає інформацію про зміну кровонаповнення органу при пульсації серця, про швидкість кровотоку, стан судинної системи та ін.

## Історія досліджень
Термін реограма запропонували В.Гольцер (W.Holzer), К.Польцер (K.Polzer) і А.Марко (A.Marko). Вони розробили перший пристрій і показали клінічне значення нового методу.